# Bundesautobahn 33
Die Bundesautobahn 33 (Abkürzung: BAB 33) – Kurzform: Autobahn 33 (Abkürzung: A 33) – verbindet die A 30 im Norden mit der A 44 im Süden und bedient damit die Relationen Niederlande/Nordwestdeutschland–Hessen/Thüringen. Die A 33 verbindet außerdem die drei großen Städte Osnabrück, Bielefeld, Paderborn und gemeinsam mit der A 44 auch die Stadt Kassel miteinander.

## Verlauf
Die A 33 beginnt nordöstlich von Osnabrück in Belm, indem sie aus der autobahnähnlich ausgebauten B 51 übergeht. Sie führt östlich an Osnabrück vorbei, kreuzt die A 30 im Autobahnkreuz Osnabrück-Süd und verläuft dann entlang der Orte Georgsmarienhütte, Hilter am Teutoburger Wald, Bad Rothenfelde und Dissen am Teutoburger Wald. In Richtung Bielefeld fahrend befinden sich in Höhe Borgloh/Kloster Oesede und kurz vor Hilter markante Steigungen und vor Dissen ein starkes Gefälle. Der neuste Abschnitt der A 33 läuft dann von Borgholzhausen bis nach Halle (Westf.). Die Autobahn führt an Steinhagen vorbei nach Bielefeld-Brackwede, wo über den Ostwestfalendamm die Bielefelder Innenstadt erreicht werden kann, weiter über das Kreuz Bielefeld, das die A 33 mit der A 2 verknüpft, über die Orte Bielefeld-Sennestadt, Schloß Holte-Stukenbrock, den Truppenübungsplatz Senne und Hövelhof Richtung Paderborn. Dort führt die auf einem Wall liegende Autobahn zwischen den Ortsteilen Elsen im Westen und Schloß Neuhaus im Osten hindurch und an Paderborn selbst vorbei. Danach tritt sie in die Paderborner Hochfläche ein und passiert Paderborn-Mönkeloh und Borchen – hier befinden sich markante Steigungen – und kreuzt schließlich am Autobahnkreuz Wünnenberg-Haaren die A 44 (Dortmund-Kassel). Dort endet die A 33 und geht nahtlos in die B 480 über, die über Brilon weiter in das Sauerland führt.

## Besonderheiten
Zwischen den Anschlussstellen Dissen/Bad Rothenfelde und Dissen-Süd befindet sich ein rund 500 Meter langer Lärmschutztunnel. Die A 33 wurde hier in Troglage gebaut und anschließend eingehaust.
Die Kilometrierung der A 33 zählt von Bad Wünnenberg bei km 0 Richtung Osnabrück bis zur Ausfahrt (15) Borgholzhausen bei km 74,5 aufwärts und von da an von km 91 abwärts. Das nördliche Autobahnende nach der Abfahrt (6) Osnabrück-Widukindland liegt bei ca. Streckenkilometer 62. Der Grund dafür ist laut Angabe der niedersächsischen Straßenbaubehörde, dass die Autobahn in den 1960er Jahren als Ersatzbundesstraße 68 (EB 68) geplant war, laut dieser Planung bereits bei Cloppenburg in Stapelfeld von der B 213 abzweigen sollte und der Nullpunkt der ursprünglichen Planung somit hier liegt. Ob eine Neukilometrierung nach Vollendung des letzten Bauabschnittes bis zur A 1 vorgenommen wird, ist derzeit allerdings noch ungewiss.
Der Wechsel der Kilometrierung an der Anschlussstelle Borgholzhausen (15) liegt nach Angaben der zuständigen nordrhein-westfälischen Straßenbaubehörde daran (Mail liegt ebenfalls vor), dass trotz des Status einer Bundesautobahn die föderalen Gegebenheiten zu berücksichtigen waren. Nordrhein-Westfalen hat den Bau der A33 von Wünnenberg-Haaren aus bis zur A2 und dann auch darüber hinaus betrieben und ist dabei ab dem AK Wünnenberg-Haaren bei Kilometer 0 gestartet. Niedersachsen hat seinen Teil der A33 nördlich der A30 begonnen und seine (aus der oben genannten, längst verworfenen Planung der EB68 übernommene) Kilometrierung bis zum langjährigen Autobahnende bei Borgholzhausen verwendet. Der Lückenschluss bedurfte weiterer fast 20 Jahre. Abschließend stellt die Behörde fest: „Niedersachsen hat die A33 ca. 23 km nach Süden bis zur AS Borgholzhausen =km 91,1 gebaut (die Landesgrenze liegt bei km 87,8). NRW hat die A33 ca.74 km nach Norden bis zur bereits seit 2001 bestehenden AS Borgholzhausen gebaut = km 74,3.“ Dies erklärt die wechselnde Kilometrierung bei der AS Borgholzhausen (15). Ob und ggf. wie die Kilometrierung der A33 zukünftig einmal an die gegebenen Verhältnisse angepasst wird, lässt auch die nordrhein-westfälische Straßenbaubehörde offen.

## Geschichte

### Planung
Bereits in Karten aus dem Jahr 1937 sind Planungen einer Schnellstraße zwischen Osnabrück und Bielefeld mit Weiterführung zur heutigen A 44 (Dortmund–Kassel) zu erkennen. Anfang der 1960er Jahre gab es schließlich erste konkrete Planungen als Ersatzbundesstraße 68 (EB 68). Die Linienbestimmung für das Vorhaben erfolgte in Teilabschnitten. So wurde die Strecke von der B 61 bei Bielefeld bis zur Landesgrenze mit Niedersachsen am 19. September 1968 in der Linie bestimmt. Die Linienbestimmung für den Abschnitt von der B 61 bis zur A 2 im Stadtgebiet Bielefeld erfolgte am 23. März 1973. Im Bedarfsplan des Gesetzes über den Ausbau der Bundesfernstraßen in den Jahren 1971 bis 1985 vom 30. Juni 1971 gliederte sich der später im Wesentlichen als A 33 bezeichnete Streckenzug in folgende Vorhaben:
| Bezeichnung | Abschnitt                                                          | Ausbau       | Dringlichkeitsstufe |
| ----------- | ------------------------------------------------------------------ | ------------ | ------------------- |
| B 68        | Hesepe bei Bramsche (Bundesstraße 218) – Wallenhorst – Haste       | vierstreifig | I                   |
| B 68        | Nordumgehung Osnabrück (Haste – Dodesheide – Belm/Bundesstraße 51) | vierstreifig | II                  |
| B 68        | Ostumgehung Osnabrück (B 51 – Kreuz Osnabrück-Süd)                 | vierstreifig | I                   |
| B 68/B 68n  | Kreuz Osnabrück-Süd – Bielefeld/B 61                               | vierstreifig | II                  |
| B 68n       | Bielefeld/B 61 – Paderborn-Elsen                                   | vierstreifig | I                   |
| B 1n        | Paderborn-Elsen – Paderborn-Zentrum                                | vierstreifig | I                   |
| B 480       | Paderborn-Zentrum – Kreuz Wünnenberg/Haaren                        | vierstreifig | I                   |

1971 erfolgte die Zusammenfassung dieser Vorhaben zu einem einheitlichen Streckenzug einer Bundesautobahn, die die interne Bezeichnung „Autobahn 218“ erhielt.
Mit der Neustrukturierung und neuen Nummerierung des Netzes der Bundesautobahnen, die mit Wirkung ab 1. Januar 1975 eingeführt wurde, erhielt das Projekt die neue Bezeichnung „Bundesautobahn 33“. Zudem war im Raum Osnabrück eine modifizierte Trasse vorgesehen, die von Hesepe über Bramsche führend bei Wallenhorst von der Trasse der B 68 abzweigen, die A 1 einige Kilometer nördlich der AS Osnabrück-Nord kreuzen und Osnabrück auf einer weiter nördlich gelegenen Trasse umgehen sollte.
Das Gesetz zur Änderung des Gesetzes über den Ausbau der Bundesfernstraßen in den Jahren 1971 bis 1985 vom 5. August 1976 ließ die geplante Trassierung unverändert, doch wurde die Dringlichkeit des Vorhabens neu bewertet:
| Bezeichnung | Abschnitt                                      | Stand              |
| ----------- | ---------------------------------------------- | ------------------ |
| B 51        | Hesepe – Osnabrück-Ost                         | weiterer Bedarf    |
| B 51        | Osnabrück-Ost – Kreuz Osnabrück-Süd            | laufendes Vorhaben |
|             | Kreuz Osnabrück-Süd – Harderberg (einbahnig)   | Ia                 |
|             | Kreuz Osnabrück-Süd – Harderberg (2. Fahrbahn) | weiterer Bedarf    |
|             | Harderberg – Dissen-Süd: (einbahnig)           | Stufe Ib           |
|             | Harderberg – Dissen-Süd (2. Fahrbahn)          | weiterer Bedarf    |
| B 61        | Dissen-Süd – Bielefeld                         | weiterer Bedarf    |
| B 61        | Bielefeld – Schloß Holte                       | Stufe Ia           |
|             | Schloß Holte – Paderborn-Sennelager:           | Stufe Ib           |
|             | Paderborn-Sennelager – Paderborn-Elsen         | laufendes Vorhaben |
|             | Paderborn-Elsen – Paderborn-Zentrum            | Stufe Ia           |
|             | Paderborn-Zentrum – Borchen (1. Fahrbahn)      | Stufe Ia           |
|             | Paderborn-Zentrum – Borchen (2. Fahrbahn)      | Stufe Ib           |
|             | Borchen – AK Wünnenberg/Haaren (2. Fahrbahn)   | Stufe Ib           |

Mit dem zweiten Gesetz zur Änderung des Gesetzes über den Ausbau der Bundesfernstraßen in den Jahren 1971 bis 1985 vom 25. August 1980 wurde die Strecke Hesepe – Bramsche – Kreuz Osnabrück-Nord gestrichen. Die Dringlichkeit der Teilabschnitte der A 33 änderte sich erneut:
| Bezeichnung | Bezeichnung                                 | Abschnitt                                     | Stand |
| ----------- | ------------------------------------------- | --------------------------------------------- | ----- |
| B 51        | Nordumgehung Osnabrück                      | Stufe II                                      |       |
| B 51        | Osnabrück-Ost bis Harderberg                | laufendes Vorhaben                            |       |
|             | Harderberg – Steinhagen                     | Stufe I                                       |       |
| B 61        | Steinhagen – Bielefeld                      | Stufe II                                      |       |
| B 61        | Bielefeld – Stukenbrock/Senne               | Stufe I                                       |       |
|             | Stukenbrock/Senne – Kreuz Wünnenberg/Haaren | laufende Vorhaben oder bereits fertiggestellt |       |

Im dritten Gesetz zur Änderung des Fernstraßenausbaugesetzes vom 21. April 1986 blieb der Abschnitt Hesepe – Kreuz Osnabrück-Nord gestrichen. Die Dringlichkeit wurde nunmehr wie folgt eingestuft:
| Abschnitt                                 | Dringlichkeit                                 |
| ----------------------------------------- | --------------------------------------------- |
| Nordumgehung Osnabrück                    | weiterer Bedarf                               |
| Harderberg – Borgholzhausen               | laufendes Vorhaben                            |
| Borgholzhausen – Kreuz Bielefeld (A 2)    | vordringlicher Bedarf                         |
| Kreuz Bielefeld – Kreuz Wünnenberg/Haaren | laufende Vorhaben oder bereits fertiggestellt |

Das Vierte Gesetz zur Änderung des Fernstraßenausbaugesetzes vom 15. November 1993 brachte keine Veränderungen in Trassierung und Einstufung der Dringlichkeit.
Im Bundesverkehrswegeplan 2003 verblieb es bei der geplanten Trasse, jedoch wurden alle verbleibenden Bauabschnitte dem vordringlichen Bedarf zugeordnet:
| Bezeichnung | Abschnitt                                         | Dringlichkeit                                                              |
| ----------- | ------------------------------------------------- | -------------------------------------------------------------------------- |
|             | Osnabrück Nord (A 1) – Osnabrück/Belm Nord        | vordringlicher Bedarf mit besonderem naturschutzfachlichen Planungsauftrag |
|             | Osnabrück/Belm Nord – Osnabrück/Belm Süd          | vordringlicher Bedarf                                                      |
|             | Osnabrück/Belm Süd – Osnabrück-Schinkel           | vordringlicher Bedarf (2. Fahrbahn)                                        |
|             | Borgholzhausen – Halle (Westf.)/Steinhagen        | vordringlicher Bedarf mit besonderem naturschutzfachlichen Planungsauftrag |
|             | Halle (Westf.)/Steinhagen – Kreuz Bielefeld (A 2) | vordringlicher Bedarf                                                      |
| B 61        | Zubringer Bielefeld/Brackwede                     | vordringlicher Bedarf                                                      |
| B 61        | Zubringer Bielefeld/Ummeln                        | vordringlicher Bedarf                                                      |

### Verkehrsfreigaben
Folgende Abschnitte wurden bisher dem Verkehr übergeben:
| Bezeichnung | Abschnitt                                                    | Jahr | km                                                    |
| ----------- | ------------------------------------------------------------ | ---- | ----------------------------------------------------- |
| B 51        | Schinkel-Ost – AS Osnabrück-Lüstringen (1. Fahrbahn)         | 1966 | 2 km                                                  |
| B 51        | AS Osnabrück-Lüstringen – AS Osnabrück-Fledder (1. Fahrbahn) | 1967 | 1,9 km                                                |
|             | AS Paderborn-Sennelager – AS Paderborn-Schloß Neuhaus        | 1980 | 4,7 km                                                |
|             | AS Paderborn-Schloß Neuhaus – AS Paderborn-Zentrum           | 1981 | 4,2 km                                                |
| B 51        | Schinkel-Ost – AS Harderberg                                 | 1983 | 7,4 km (davon 3,9 km durch Ergänzung der 2. Fahrbahn) |
|             | AS Stukenbrock-Senne – AS Paderborn-Sennelager               | 1983 | 8,1 km                                                |
|             | Südlich AS Borchen – AK Wünnenberg-Haaren                    | 1983 | 6,3 km                                                |
|             | AS Harderberg – AS Borgloh/Kloster Oesede                    | 1986 | 4,3 km                                                |
|             | AS Borgloh/Kloster Oesede – AS Hilter                        | 1988 | 6,7 km                                                |
|             | AS Paderborn-Zentrum – südlich AS Borchen                    | 1989 | 7,5 km                                                |
|             | AS Schloß Holte-Stukenbrock – AS Stukenbrock-Senne           | 1990 | 7,8 km                                                |
|             | AK Bielefeld – AS Schloß Holte-Stukenbrock                   | 1993 | 6,0 km                                                |
|             | AS Hilter – AS Dissen/Bad Rothenfelde                        | 1996 | 3,3 km                                                |
|             | AS Dissen/Bad Rothenfelde – AS Dissen-Süd                    | 2001 | 3,4 km                                                |
|             | AS Dissen-Süd – AS Borgholzhausen                            | 2001 | 3,8 km                                                |
|             | AS Bielefeld-Zentrum – AK Bielefeld                          | 2012 | 6,4 km                                                |
|             | AS Künsebeck – AS Bielefeld-Zentrum                          | 2018 | 7,9 km                                                |
|             | AS Halle (Westf.) – AS Künsebeck                             | 2019 | 5,4 km                                                |
|             | Nördlich AS Osnabrück-Widukindland – Schinkel-Ost            | 2019 | 2,0 km (davon 1,4 km durch Ergänzung der 2. Fahrbahn) |
|             | AS Borgholzhausen – AS Halle (Westf.)                        | 2019 | 7,4 km                                                |

### Lückenschluss zwischen Bielefeld und Borgholzhausen

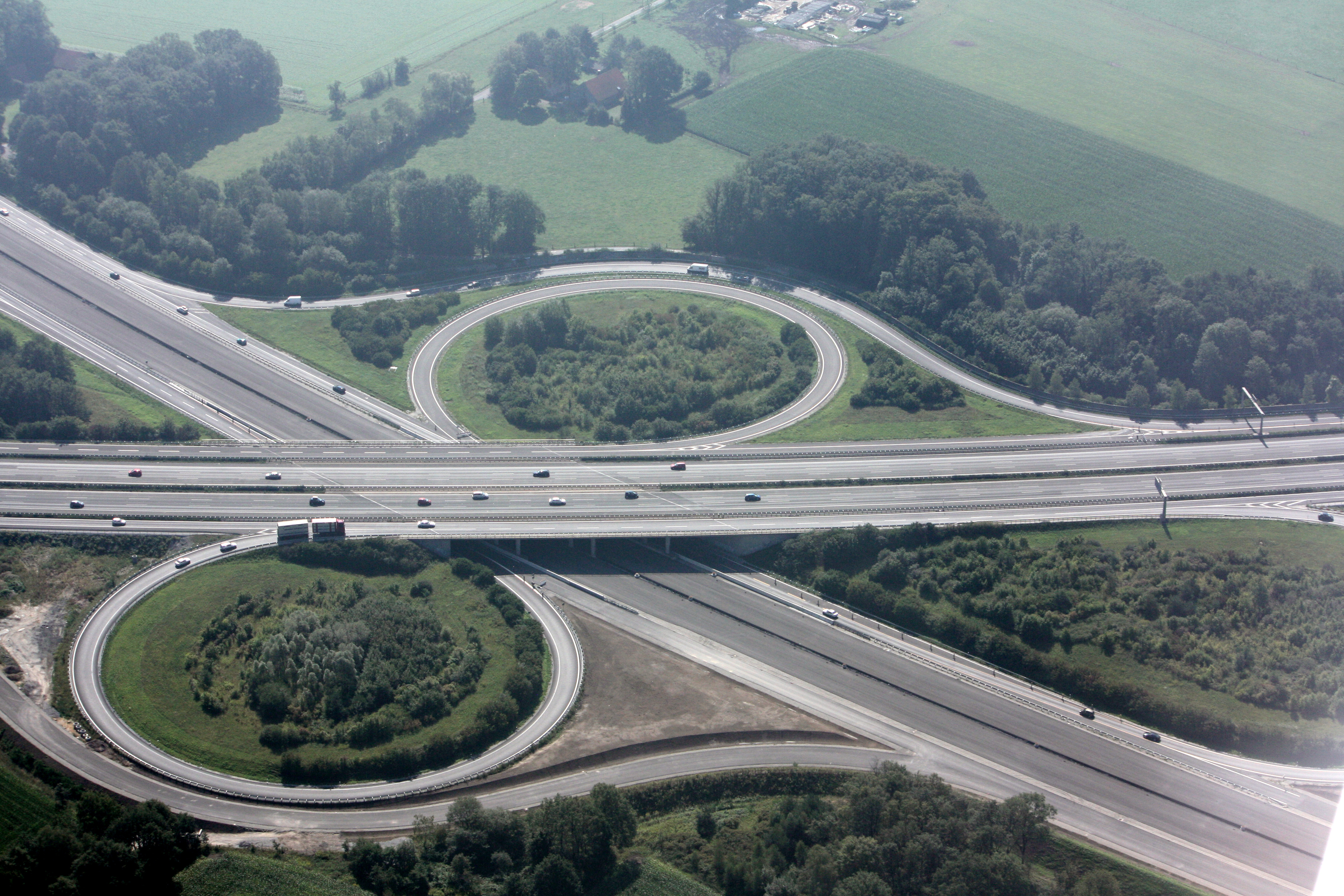
Kreuz Bielefeld im Umbau

Der Lückenschluss zwischen der A 2 beim Autobahnkreuz Bielefeld und Borgholzhausen erfolgte in drei Abschnitten. Die A 33 ersetzt auch hier die B 68, die vor allem im Stadtgebiet von Halle (Westf.) dem Verkehr nicht gewachsen war.
Der erste 6,4 Kilometer lange Bauabschnitt zwischen der A 2 und der B 61 (Anschlussstelle Bielefeld-Zentrum/Ostwestfalendamm) im südlichen Bielefeld wurde seit dem 16. Juni 2007 gebaut, nachdem das Oberverwaltungsgericht Münster im Februar und März 2007 drei gegen den Planfeststellungsbeschluss gerichteten Anträge auf Gewährung einstweiligen Rechtsschutzes zurückgewiesen hatte. Die Verkehrsfreigabe dieses Abschnitts war zunächst für 2010 geplant, verzögerte sich jedoch bis zum 5. Dezember 2012. Die Kosten beliefen sich auf 125 Millionen Euro.
Für den zweiten Abschnitt von Bielefeld über Steinhagen bis Halle-Künsebeck gab es seit Juni 2007 einen Planfeststellungsbeschluss der Bezirksregierung Detmold. Eine Klage von neun Anwohnern der Trasse gegen den Bau wies das Bundesverwaltungsgericht, das seit einer Gesetzesänderung im Dezember 2006 erst- und letztinstanzlich für Klagen im Zusammenhang mit bestimmten großen Infrastrukturprojekten zuständig ist, im August 2009 als unbegründet ab. Der Abschnitt reicht von der Anschlussstelle Bielefeld-Zentrum über die Anschlussstelle Steinhagen bis zur Anschlussstelle Künsebeck. Der erste Spatenstich erfolgte am 25. September 2009. Als Bauzeit wurden zunächst drei Jahre kalkuliert, die Freigabe des 7,9 Kilometer langen und rund 123,4 Millionen Euro teuren Teilstücks erfolgte schließlich am 4. April 2018.
Der dritte Bauabschnitt zwischen Halle (Westf.) und Borgholzhausen ist seit Juni 2011 planfestgestellt und seit dem 17. Dezember 2012 im Bau. Verzögernd bei der Planung dieses Abschnitts hat sich vor allem das Naturschutzgebiet Tatenhauser Wald ausgewirkt, das unter die EG-FFH-Richtlinie fällt. Nach der Entdeckung einer Bechsteinfledermaus-Kolonie im Dezember 2010 im Bereich Casum bei Borgholzhausen verzögerte sich die Planung weiter. Am 12. Oktober 2011 reichten die Umweltverbände aus Ostwestfalen-Lippe – offiziell vertreten durch den nordrhein-westfälischen Landesverband des Bund für Umwelt und Naturschutz Deutschland – Klage gegen den Planfeststellungsbeschluss ein, da wesentliche Bedingungen des Natur- und Artenschutzes nicht ausreichend berücksichtigt seien. Weitere Klagen, etwa von Anwohnern, wurden aber nicht erhoben. Die Klage wurde im Oktober 2012 vor dem Bundesverwaltungsgericht verhandelt und am 6. November 2012 abgewiesen. Die Kosten für den 12,6 Kilometer langen Abschnitt belaufen sich auf etwa 140 Millionen Euro, davon über 30 Millionen für Natur-, Umwelt- und Artenschutzmaßnahmen.
Der letzte Bauabschnitt wurde in zwei Teilen freigegeben: Der östliche Teil zwischen den Anschlussstellen Künsebeck und Halle (Westf.) am 11. Januar 2019 und das verbliebene Stück bis Borgholzhausen am 18. November 2019.

### Weiterbau bis zur A1
Nördlich von Osnabrück soll die A 33 vom Autobahnende bei Belm bis zur A 1 bei Wallenhorst verlängert werden, dieser Bauabschnitt wird auch A 33 Nord genannt. Das Verfahren wurde bis Ende Dezember 2020 von der Niedersächsischen Landesbehörde für Straßenbau und Verkehr – Geschäftsbereich Osnabrück – betrieben. Seit dem 1. Januar 2021 ist Die Autobahn GmbH des Bundes – Niederlassung Westfalen – für das Projekt zuständig.
Die zurzeit favorisierte Trasse soll fast ausschließlich durch landwirtschaftlich genutzte Gebiete und Wälder verlaufen. Zwischen dem derzeitigen Ende bei Belm (Übergang aus B 51) und dem Autobahndreieck mit der A 1 soll eine neue Anschlussstelle bei der Ortschaft Icker entstehen. Mit dem 2019 erfolgten Lückenschluss zwischen Bielefeld und Borgholzhausen ist auf der gesamten A 33 eine weitere Zunahme des Verkehrs zu erwarten, sodass der Lückenschluss zur A 1 für nunmehr besonders dringlich erachtet wird.
Der rund zwei Kilometer lange Abschnitt zwischen dem Ausbauende bei Schinkel-Ost und Belm war ab 2013 im Bau und ist seit Mitte 2019 für den Verkehr freigegeben. Das Teilstück wurde gemeinsam mit der Ortsumgehung Belm im Zuge der Bundesstraße 51 errichtet. Auf rund 1,4 km Länge folgt der Verlauf der bestehenden Bundesstraße, hier musste lediglich die zweite Fahrbahn ergänzt werden.
Für den Abschnitt zwischen Belm und der A 1 wurde im Januar 2008 auf Antrag der Landesbehörde für Straßenbau und Verkehr vom Landkreis Osnabrück ein Raumordnungsverfahren eingeleitet, das das Planfeststellungsverfahren vorbereiten soll. Im Januar 2009 wurde es mit der landesplanerischen Feststellung der Vorzugsvariante abgeschlossen. Im Mai 2009 beantragte die Landesbehörde beim Bundesverkehrsministerium die Durchführung des Trassenbestimmungsverfahrens, das im Dezember 2012 mit der Trassenbestimmung abgeschlossen wurde.
Dieser Abschnitt soll 11,4 km lang werden und auf etwa 2,4 km Länge durch von der FFH-Richtlinie geschützte Wälder verlaufen, was die Planung verzögert. Dem Naturschutz soll unter anderem durch den Bau mehrerer Grünbrücken und einer Fledermausquerung Rechnung getragen werden.
Vor allem Umweltverbände kritisieren die Planungen für den Weiterbau. Ein langer Rechtsstreit ist dennoch unwahrscheinlich, da Klagen gegen einen Planfeststellungsbeschluss nur vor dem Bundesverwaltungsgericht möglich wären. Der Baubeginn des nördlichsten Abschnitts der A 33 war 2021 frühestens im Jahr 2024 erwartet worden.
Der Kreuzungspunkt der A 33 mit der A 1 wird bei Fertigstellung zwischen den Anschlussstellen Bramsche und Osnabrück-Nord liegen. Dem Autobahndreieck wird auf der A 1 die Nummer 69 zugeteilt werden. Dies wurde zum Zeitpunkt der Nummernvergabe für die Anschlussstellen schon berücksichtigt: Die Anschlussstelle Bramsche der A 1 hat die Nummer 68 und der darauf folgenden Anschlussstelle Osnabrück-Nord wurde die Nummer 70 zugeteilt.

## Verkehrsbelastung
Bei der bundesweiten Verkehrszählung im Jahr 2015 wurden für die A 33 zwischen Bielefeld und dem Kreuz Wünnenberg-Haaren im Abschnitt zwischen Borchen und Borchen-Etteln 34.300 Fahrzeuge pro Tag gezählt, zwischen Paderborn-Elsen und Paderborn-Zentrum waren es 51.200 sowie zwischen dem Kreuz Bielefeld und der Anschlussstelle Schloß Holte-Stukenbrock 49.200.
Nach dem Lückenschluss der A 33 zwischen Bielefeld und Osnabrück im Jahr 2019 sowie dem Anschluss an die A 1 nördlich von Osnabrück wird ein deutlicher Anstieg des Verkehrs auf der gesamten Strecke zwischen dem Kreuz Wünnenberg-Haaren und Osnabrück erwartet. Das liegt daran, dass die Bedeutung der A 33 für den überregionalen Verkehr als Verbindung von Nordwestdeutschland nach Hessen und Thüringen wächst. Zusammen mit der A 30 und der A 44 wird die A 33 Teil einer neuen wichtigen Verkehrsachse im Westen Deutschlands.
Aufgrund des stetig steigenden Schwerlastverkehrs und der damit verbundenen Lärmbelastung wird die A33 seit 2014 zwischen dem Kreuz Bielefeld und dem Kreuz Wünnenberg-Haaren umfangreich saniert. Zunächst wurde 2014 und 2015 der Abschnitt zwischen den Anschlussstellen Sennelager und Stukenbrock-Senne grundhaft erneuert. Es folgte 2017 bis 2019 der Abschnitt zwischen den Anschlussstellen Borchen und Paderborn-Zentrum. Ab Mai 2019 wird am Abschnitt zwischen Paderborn-Mönkeloh und dem Autobahnkreuz Wünnenberg-Haaren gebaut. Die Maßnahmen umfassen den Bau einiger Lärmschutzwände, den Einbau einer neuen Deckschicht, die abschnittsweise mit lärmmindernden Gussasphalt ausgeführt wird, sowie die Sanierung von Brückenbauwerken. Insgesamt werden 19,5 Millionen Euro verbaut. Mit der Erneuerung soll die A33 in diesem Abschnitt für das aufgrund des Lückenschlusses steigende Verkehrsaufkommen ertüchtigt werden. Dennoch wird in einigen Bereichen noch um zusätzlichen Lärmschutz gerungen.